# J2 League
La J2 League (J2リーグ J2 Rīgu?), conocida como Meiji Yasuda J2 League por motivos de patrocinio, es la segunda categoría del sistema de ligas de fútbol de Japón. Está organizada desde 1999 por la Liga Japonesa de Fútbol Profesional (J. League).
La competición se desarrolla desde febrero hasta noviembre del año natural, con veinte clubes participantes bajo un sistema de todos contra todos a ida y vuelta. Si bien Japón contaba con una segunda categoría desde 1972, la actual J2 League se puso en marcha para dar cabida a los nuevos clubes profesionales de la Japan Football League. La temporada inaugural de 1999 contó con diez equipos, y con el paso del tiempo ha ampliado su número hasta la configuración actual.
La J2 League es una de las tres categorías del sistema profesional japonés. Ascienden a la máxima categoría los dos primeros clasificados y el vencedor de una eliminatoria del tercer al sexto clasificado.

## Historia
Los orígenes de la segunda división japonesa se encuentran en la creación de la liga profesional de fútbol —J. League— en 1992. En sus primeros años la liga mantuvo un sistema cerrado de participación, y las expansiones estaban sujetas a unas estrictas condiciones. Después de haber alcanzado los dieciocho equipos en la temporada 1998, la J. League desarrolló un plan a largo plazo para consolidar el fútbol profesional que incluía una nueva segunda división.
La J2 League se inauguró en la temporada 1999 con diez participantes: un descendido de primera categoría —Consadole Sapporo— y nueve de reciente creación —Albirex Niigata, F.C. Tokyo, Kawasaki Frontale, Montedio Yamagata, Oita Trinita, Omiya Ardija, Sagan Tosu, Vegalta Sendai y Ventforet Kofu—. Entre otras cuestiones, los nuevos clubes debían asumir una estructura profesional sin vínculos con empresas, impulsar el fútbol base y desarrollar vínculos con su región. En las siguientes ediciones se aceptaron solo dos nuevas inscripciones: el Mito HollyHock (2000) y el Yokohama F.C. (2001), el primer club de socios japonés que había sido impulsado por seguidores del desaparecido Yokohama Flügels.
En 2006, la J. League impulsó un plan para fomentar la profesionalización del fútbol japonés: los clubes interesados debían inscribirse como «miembro asociado» —J. League Associate Membership—, bajo unas condiciones asumibles para ciudades medianas, y quedar al menos en cuarta posición de la Japan Football League (JFL) para llegar a segunda división. Gracias a este sistema, en ocho años la liga vio incrementada la participación hasta los veintidós clubes. En 2012 se implementó un sistema de ascensos y descensos entre J2 League y la JFL.
En 2014 se creó una tercera división profesional —J3 League— que serviría como transición para los clubes que aspirasen a competir en el sistema profesional. Desde 2017 hay un sistema de ascensos y descensos entre la J2 y la J3.

## Participantes

### Temporada 2025
| Blaublitz Akita                              | Akita              | Estadio Soyu                     | 20 125 |
| Ehime FC                                     | Ehime              | Estadio Ningineer                | 21 000 |
| Fujieda MYFC                                 | Fujieda, Shizuoka  | Estadio de Fujieda               | 13 000 |
| Hokkaido Consadole Sapporo                   | Sapporo            | Domo de Sapporo                  | 41 481 |
| Imabari                                      | Imabari            | ASICS Satoyama Stadium           | 5 316  |
| Iwaki FC                                     | Iwaki              | Estadio Hawaiians Iwaki          | 5 600  |
| JEF United Chiba                             | Chiba              | Fukuda Denshi Arena              | 18 500 |
| Júbilo Iwata                                 | Iwata              | Estadio Yamaha                   | 16 893 |
| Kataller Toyama                              | Toyama             | Estadio de Toyama                | 25 251 |
| Mito HollyHock                               | Mito, Ibaraki      | Estadio K's denki Mito           | 12 000 |
| Montedio Yamagata                            | Yamagata           | Estadio ND Soft Yamagata         | 20 000 |
| Oita Trinita                                 | Ōita               | Showa Denko Dome Ōita            | 40 000 |
| Renofa Yamaguchi                             | Yamaguchi          | Estadio Parque Yamaguchi Ishin   | 20 000 |
| Red Bull Omiya Ardija                        | Ōmiya-ku (Saitama) | Estadio Ōmiya                    | 15 500 |
| Roasso Kumamoto                              | Kumamoto           | Estadio Egao Kenkō               | 32 000 |
| Sagan Tosu                                   | Tosu               | Estadio de Tosu                  | 24 130 |
| Tokushima Vortis                             | Tokushima          | Estadio Pocarisweat              | 20 000 |
| V-Varen Nagasaki                             | Nagasaki           | Estadio de Atletismo de Nagasaki | 20 000 |
| Vegalta Sendai                               | Sendai             | Estadio Yurtec                   | 20 000 |
| Ventforet Kofu                               | Kōfu               | Estadio Yamanashi Chuo Bank      | 17 000 |
| Datos actualizados al 9 de diciembre de 2024 |                    |                                  |        |

## Sistema de competición

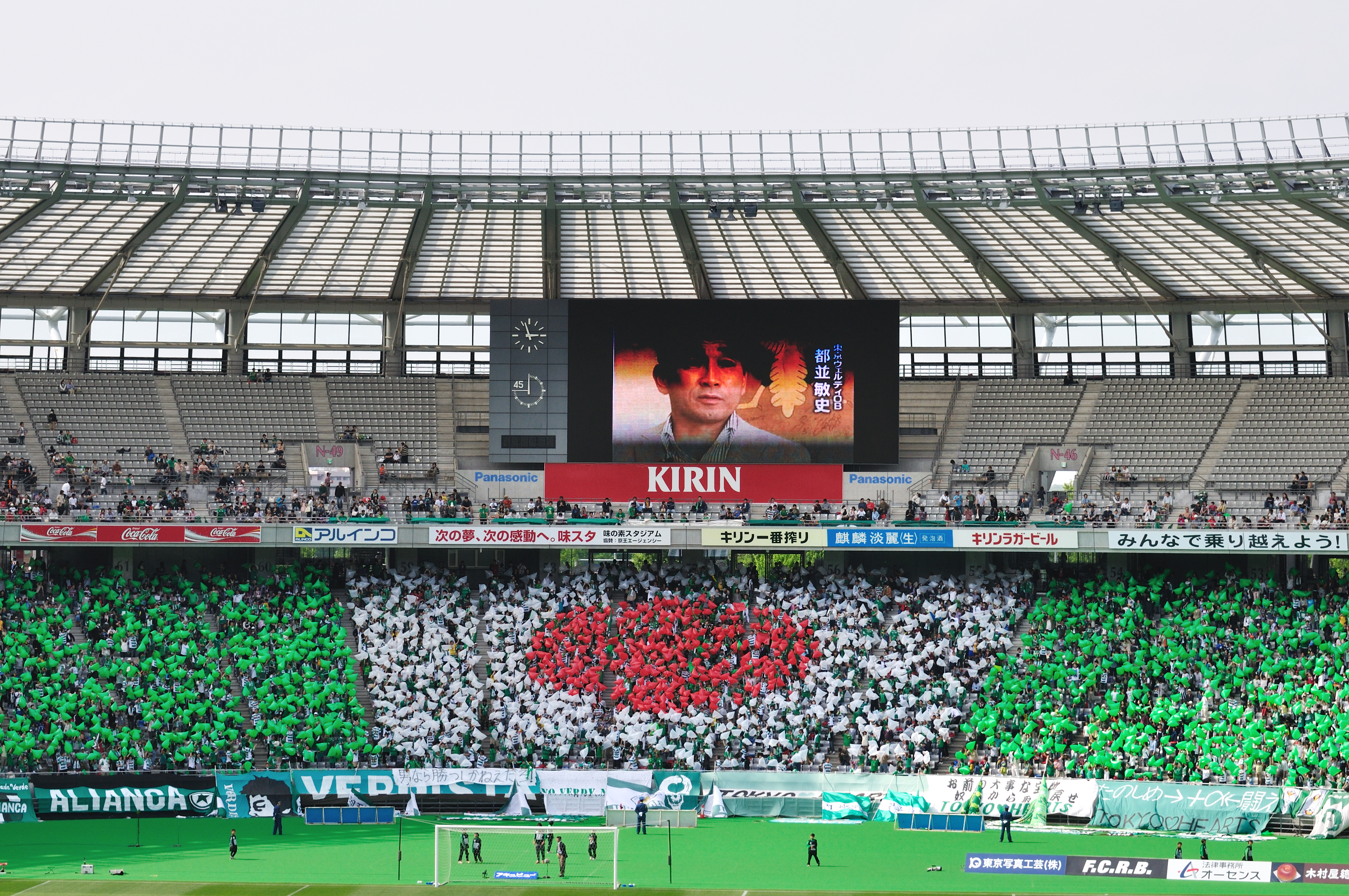
Aficionados del Tokyo Verdy en el estadio de Tokio.

La J2 League es organizada y regulada por Liga Japonesa de Fútbol Profesional (J. League), cuyos miembros son los clubes participantes. La competición empieza en febrero y termina en noviembre del mismo año.
Los veinte equipos se enfrentan todos contra todos en dos ocasiones —una en campo propio y otra en campo contrario— hasta sumar 38 jornadas. El orden de los encuentros se decide por sorteo antes de empezar la competición.
La clasificación final se establece con arreglo a los puntos totales obtenidos por cada equipo al finalizar el campeonato. Desde 2002, los equipos obtienen tres puntos por cada partido ganado, un punto por cada empate y ningún punto por los partidos perdidos. Si al finalizar el campeonato dos equipos igualan a puntos, los mecanismos para desempatar la clasificación son los siguientes:
1. El que tenga una mayor diferencia entre goles a favor y en contra en todos los encuentros del campeonato.
2. Si persiste el empate, se tiene en cuenta el mayor número de goles anotados.
3. Si continúan empatados, se tienen en cuenta los resultados en los enfrentamientos entre ambos.
4. Si aun así hay empate, se tiene en cuenta los "puntos disciplinarios" (número de tarjetas y expulsiones).

Al término de la temporada, el equipo que más puntos obtenga se proclama campeón de la J2 League y es ascendido, junto con el subcampeón, a J1 League. Hay una tercera plaza de ascenso para el ganador de una promoción disputada entre el tercero, cuarto, quinto y sexto clasificados. El sistema es de eliminación directa a partido único con factor de campo, enfrentándose el tercero con el sexto y el cuarto con el quinto; los dos vencedores disputan una final en campo neutral de la que sale el tercer ascendido.
Los tres últimos clasificados descienden a J3 League, siendo sustituidos por el primero y el segundo clasificado, así como por el ganador de la promoción de ascenso de esa categoría. En cualquier caso, los clubes de la J3 deben cumplir unos requisitos impuestos por la organización para aspirar a la segunda categoría. Un equipo puede perder la plaza si atraviesa graves problemas económicos y no puede pagar sus deudas.
Las cuestiones de justicia deportiva son competencia de la Asociación de Fútbol de Japón.

### Inscripción de futbolistas
La J2 League permite la inscripción de cualquier futbolista japonés en la plantilla, pero la Asociación de Fútbol de Japón distingue entre jugadores con contrato profesional, el contrato de «tipo 2» —aplicable a futbolistas universitarios menores de 23 años— y el contrato de «tipo 3» —aplicable a futbolistas juveniles—. Los jugadores que no tienen contrato profesional pueden alternar el primer equipo con el filial, y tienen una limitación salarial. Del igual modo los equipos filiales solo pueden alinear jugadores menores de 23 años.
Los equipos japoneses pueden inscribir hasta seis extranjeros por plantilla. Durante los partidos solo pueden alinear un máximo de cinco extranjeros: tres de cualquier país, y una plaza extra para futbolistas de la Confederación Asiática. Están exentos de la norma los países asiáticos que han firmado un convenio de colaboración con la J. League: Birmania, Camboya, Catar, Indonesia, Irán, Malasia, Singapur, Tailandia y Vietnam.

### Historia de los modelos de competición
A lo largo de su historia, el campeonato ha tenido distintos modelos de competición:
- 1999 a 2002: Tres puntos por victoria en el tiempo reglamentario, dos si vence en la prórroga (con gol de oro). En caso de concluir la prórroga con empate, cada equipo obtiene un punto.
- Desde 2002: Tres puntos por victoria, uno por empate.

## Palmarés

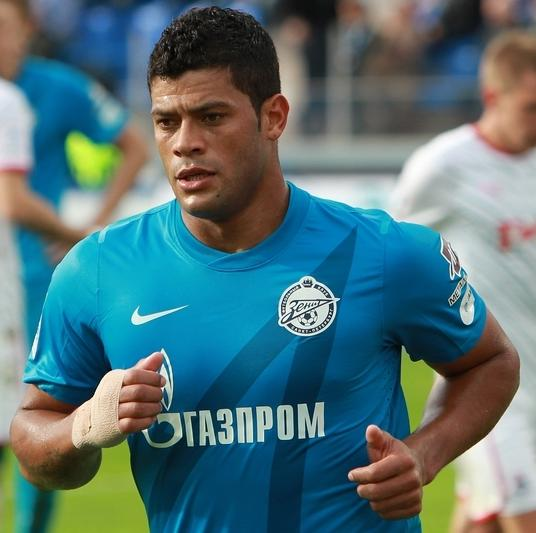
El brasileño Hulk ostenta el récord de máxima anotación de la segunda división japonesa: 37 goles con Tokyo Verdy en la temporada 2007.

| Temporada | Campeón                    | Otros ascensos a J1 League          | Máximo goleador   | Club                | Goles |
| --------- | -------------------------- | ----------------------------------- | ----------------- | ------------------- | ----- |
| 1999      | Kawasaki Frontale          | FC Tokyo                            | Takuya Jinno      | Oita Trinita        | 19    |
| 2000      | Consadole Sapporo          | Urawa Red Diamonds                  | Emerson Sheik     | Consadole Sapporo   | 31    |
| 2001      | Kyoto Purple Sanga         | Vegalta Sendai                      | Marcos            | Vegalta Sendai      | 34    |
| 2002      | Oita Trinita               | Cerezo Osaka                        | Marcus            | Albirex Niigata     | 19    |
| 2003      | Albirex Niigata            | Sanfrecce Hiroshima                 | Marcus            | Albirex Niigata     | 32    |
| 2004      | Kawasaki Frontale          | Omiya Ardija                        | Juninho           | Kawasaki Frontale   | 33    |
| 2005      | Kyoto Purple Sanga         | Avispa Fukuoka, Ventforet Kofu      | Paulinho          | Kyoto Purple Sanga  | 22    |
| 2006      | Yokohama FC                | Kashiwa Reysol, Vissel Kobe         | Humberlito Borges | Vegalta Sendai      | 26    |
| 2007      | Consadole Sapporo          | Tokyo Verdy 1969, Kyoto Sanga       | Hulk              | Tokyo Verdy 1969    | 37    |
| 2008      | Sanfrecce Hiroshima        | Montedio Yamagata                   | Hisato Satō       | Sanfrecce Hiroshima | 28    |
| 2009      | Vegalta Sendai             | Cerezo Osaka, Shonan Bellmare       | Shinji Kagawa     | Cerezo Osaka        | 27    |
| 2010      | Kashiwa Reysol             | Ventforet Kofu, Avispa Fukuoka      | Mike Havenaar     | Ventforet Kofu      | 20    |
| 2011      | FC Tokyo                   | Sagan Tosu, Consadole Sapporo       | Yohei Toyoda      | Sagan Tosu          | 24    |
| 2012      | Ventforet Kofu             | Shonan Bellmare, Oita Trinita       | Davi              | Ventforet Kofu      | 32    |
| 2013      | Gamba Osaka                | Vissel Kobe, Tokushima Vortis       | Kempes            | JEF United          | 22    |
| 2014      | Shonan Bellmare            | Matsumoto Yamaga, Montedio Yamagata | Masashi Oguro     | Kyoto Sanga         | 26    |
| 2015      | Omiya Ardija               | Júbilo Iwata, Avispa Fukuoka        | Jay Bothroyd      | Júbilo Iwata        | 20    |
| 2016      | Hokkaido Consadole Sapporo | Shimizu S-Pulse, Cerezo Osaka       | Tae-Se Jong       | Shimizu S-Pulse     | 26    |
| 2017      | Shonan Bellmare            | V-Varen Nagasaki, Nagoya Grampus    | Ibba Laajab       | Yokohama FC         | 25    |
| 2018      | Matsumoto Yamaga           | Oita Trinita                        | Genki Ōmae        | Omiya Ardija        | 24    |
| 2019      | Kashiwa Reysol             | Yokohama FC                         | Leonardo          | Albirex Niigata     | 28    |
| 2020      | Tokushima Vortis           | Avispa Fukuoka                      | Peter Utaka       | Kyoto Sanga         | 22    |
| 2021      | Jubilo Iwata               | Kyoto Sanga                         | Lukian            | Jubilo Iwata        | 22    |
| 2022      | Albirex Niigata            | Yokohama                            | Koki Ogawa        | Yokohama            | 26    |
| 2023      | Machida Zelvia             | Júbilo Iwata, Tokyo Verdy           | Juanma            | V-Varen Nagasaki    | 22    |
| 2024      | Shimizu S-Pulse            | Yokohama FC, Fagiano Okayama        | Hiiro Komori      | JEF United Chiba    | 23    |

## Títulos por club
| Club                | Campeón | Años campeón     |
| ------------------- | ------- | ---------------- |
| Consadole Sapporo   | 3       | 2000, 2007, 2016 |
| Kawasaki Frontale   | 2       | 1999, 2004       |
| Albirex Niigata     | 2       | 2003, 2022       |
| Kyoto Sanga         | 2       | 2001, 2005       |
| Shonan Bellmare     | 2       | 2014, 2017       |
| Kashiwa Reysol      | 2       | 2010, 2019       |
| Oita Trinita        | 1       | 2002             |
| Yokohama FC         | 1       | 2006             |
| Sanfrecce Hiroshima | 1       | 2008             |
| Vegalta Sendai      | 1       | 2009             |
| FC Tokyo            | 1       | 2011             |
| Ventforet Kofu      | 1       | 2012             |
| Gamba Osaka         | 1       | 2013             |
| Omiya Ardija        | 1       | 2015             |
| Matsumoto Yamaga    | 1       | 2018             |
| Tokushima Vortis    | 1       | 2020             |
| Jubilo Iwata        | 1       | 2021             |
| Machida Zelvia      | 1       | 2023             |
| Shimizu S-Pulse     | 1       | 2024             |